# Ottone I di Borgogna
Ottone II di Hohenstaufen (giugno-luglio 1170 – Besançon, 13 gennaio 1200) fu Conte di Borgogna dal 1190 alla sua morte, e conte di Lussemburgo dal 1196 al 1197.

## Origine
Era il quarto figlio maschio del re di Germania e imperatore del Sacro Romano Impero, Federico Barbarossa e della contessa di Borgogna, Beatrice di Borgogna, come ci viene confermato dal Historiens occidentaux II, Historia Rerum in partibus transmarinis gestarum ("L'estoire de Eracles Empereur et la conqueste de la terre d'Outremer"), Continuator, che lo cita come terzogenito ancora in vita; anche gli Annales Stadenses confermano che fu il figlio quartogenito di Beatrice di Borgogna, l'unica figlia del conte di Mâcon e conte di Vienne e Conte di Borgogna Rinaldo III, come ci conferma la Continuatio Admuntensis e della moglie (come ci viene confermato dalle Gesta Friderici Imperatoris Ottonis Frisingensis) Agatha di Lorena († dopo il 1148), figlia di Simone I di Lorena, sempre secondo le Gesta Friderici Imperatoris Ottonis Frisingensis e di Adelaide di Lovanio.
Federico Barbarossa era figlio di Federico II duca di Svevia, come ci conferma l'albero genealogico nella Wibaldi Epistolæ nº 408 della Bibliotheca Rerum Germanicarum, Tome I e della moglie, Giuditta di Baviera, come ci conferma la Historia Welforum Weingartensis, figlia del duca di Baviera, Enrico IX, detto il Nero e sorella del duca di Baviera di Sassonia e marchese di Toscana, Enrico il Superbo e principessa dei guelfi, appartenente alla dinastia rivale dei Welfen, dal cui nome derivò quello del partito dei guelfi in Italia.
Ottone era fratello dell'imperatore Enrico VI.

## Biografia

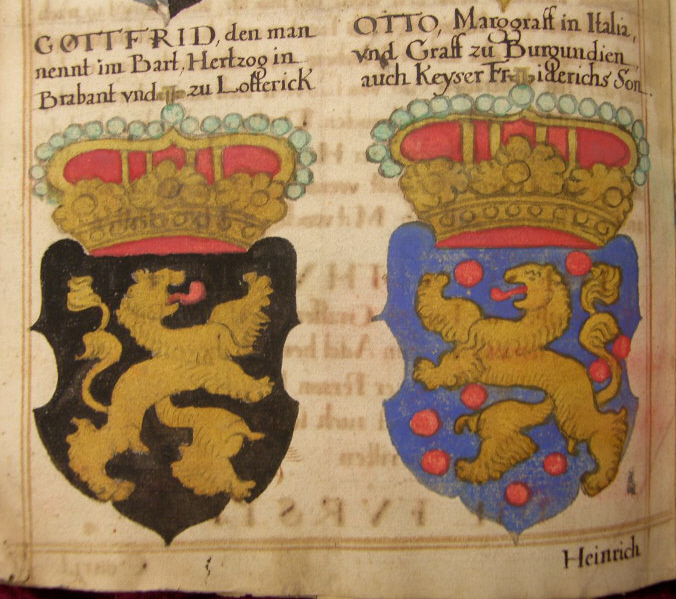
A destra, stemma di Ottone, Georg Rüxner circa 1530, ristampato nel corso del XVII secolo

Sua madre, Beatrice morì all'età di circa quarant'anni, a Jouhe, il 15 novembre del 1184, lasciando erede il marito Federico Barbarossa; mentre gli Annales Stadenses ne riportano la morte nel 1185.
Suo padre, Federico, morì, nel 1190, nelle acque del fiume Saleph, in Cilicia, nel sud dell'attuale Turchia, come apprendiamo dal Historiens occidentaux II, Historia Rerum in partibus transmarinis gestarum ("L'estoire de Eracles Empereur et la conqueste de la terre d'Outremer"), Continuator; alla morte del padre, mentre il fratello maggiore, il secondogenito, Enrico, gli succedeva come imperatore con il nome di Enrico VI, re di Germania e re d'Italia, Ottone ereditò il titolo di conte di Borgogna; molto probabilmente il padre lo aveva affidati a Ottone, nel maggio del 1189, quando partì per la terza crociata.
Ottone non riuscì a dare un valido aiuto al fratello, l'imperatore, Enrico VI, che avrebbe voluto imporre la sua influenza sul regno di Arles, che comprendeva anche la contea di Borgogna, e di cui era formalmente re.
Nel 1196, alla morte senza eredi maschi del conte Enrico IV di Lussemburgo, la contea di Lussemburgo fu ereditata dall'imperatore che consegnò il titolo di conte di Lussemburgo al fratello Ottone.
Nel 1197 Ermesinda, figlia del conte Enrico IV di Lussemburgo e, secondo la Chronica Albrici Monachi Trium Fontium, moglie del conte di Bar Tebaldo I, negoziò ed ottenne da Ottone la restituzione della contea, quindi divenne contessa Ermesinda I di Lussemburgo..
Nello stesso anno, alla morte di suo fratello, l'imperatore, Enrico VI, essendo l'erede, Federico un bambino di circa tre anni, e non potendo la Germania rimanere senza Re dei Romani, il partito ghibellino pensò subito ai due figli di Federico Barbarossa, ancora in vita: Ottone e il fratello minore, duca di Svevia e feudatario dei domini italiani in Toscana, Filippo, che da qualche anno aveva abbandonato la carriera ecclesiastica. Fu scelto Filippo, in quanto Ottone fu considerato troppo inefficiente ed inoltre troppo impegnato nei problemi della sua contea.
Ottone appoggiò lealmente il giovane fratello e fu tra i 26 principi (altri 24 diedero consenso per iscritto) che firmarono la lettera che comunicava al papa di aver legalmente eletto suo fratello, Filippo, in imperatorem Romani solii.
Alla sua morte, avvenuta per assassinio, nel 1200 circa, il titolo di contessa di Borgogna fu ereditato dalla figlia Giovanna, sotto la tutela della mamma, Margherita di Blois. La sua salma fu inumata nella Cattedrale di Besançon (Franca Contea).
Dopo la morte di Ottone, la moglie, Margherita si sposò in terze nozze con Gualtiero d'Avesnes, signore di Guise, come risulta dal Balduinus de Avennis Genealogia (dominus Galterus filius [Jacobi] primogeniti.uxore sua Margareta comitatus Blesensis hærede).

## Discendenza
Nel 1190, come risulta dal Historiens occidentaux II, Historia Rerum in partibus transmarinis gestarum ("L'estoire de Eracles Empereur et la conqueste de la terre d'Outremer"), Continuator, Ottone aveva sposato Margherita di Blois (1170 - 1230), che, come si apprende dal documento n° XXV degli Archives de la Maison-Dieu de Châteaudun, datato 1183, era figlia del conte di Blois, Châteaudun e Chartres, Tebaldo V e di Alice di Francia, a sua volta figlia del re di Francia Luigi VII e della duchessa d'Aquitania e Guascogna e contessa di Poitiers, Eleonora, come ci conferma la Chronica Albrici Monachi Trium Fontium; Margherita era al suo secondo matrimonio: infatti nel documento nº 672 degli Recueil de chartes et documents de Saint-Martin-des-Champs, tome III in cui si cita come contessa di Borgogna ricorda anche il suo primo marito: Ugo di Oisy, signore di Montmirail (Hugo de Oysi filius Symonis vicecomitis, olim maritus meus).
Ottone e Margherita di Blois ebbero due figlie:
- Giovanna (1191 – 1205), che succedette al padre nel titolo di contessa di Borgogna[10][21];
- Beatrice[22] (1192 – 1231), che succedette alla sorella Giovanna nel titolo di contessa di Borgogna e poi sposò Ottone I di Merania(1180 – 1234), come ci viene confermato dal Monacho Novi Monasterii Hoiensis Interpolata[22].

## Ascendenza
|                         |                    |                         | Genitori                    |  |  | Nonni |  |  | Bisnonni             |  |  | Trisnonni         |  |
|                         |                    |                         |                             |  |  |       |  |  | Federico I di Svevia |  |  | Federico di Büren |  |
|                         |                    |                         |                             |  |  |       |  |  | Federico I di Svevia |  |  | Federico di Büren |  |
|                         |                    | Ildegarda di Egisheim   |                             |  |  |       |  |  | Federico I di Svevia |  |  |                   |  |
| Federico II di Svevia   |                    |                         |                             |  |  |       |  |  | Federico I di Svevia |  |  |                   |  |
|                         |                    | Agnese di Waiblingen    | Enrico IV di Franconia      |  |  |       |  |  |                      |  |  |                   |  |
|                         |                    | Agnese di Waiblingen    | Enrico IV di Franconia      |  |  |       |  |  |                      |  |  |                   |  |
|                         |                    | Agnese di Waiblingen    | Berta di Savoia             |  |  |       |  |  |                      |  |  |                   |  |
| Federico Barbarossa     |                    | Agnese di Waiblingen    |                             |  |  |       |  |  |                      |  |  |                   |  |
|                         |                    | Enrico IX di Baviera    | Guelfo I di Baviera         |  |  |       |  |  |                      |  |  |                   |  |
|                         |                    | Enrico IX di Baviera    | Guelfo I di Baviera         |  |  |       |  |  |                      |  |  |                   |  |
|                         |                    | Enrico IX di Baviera    | Giuditta di Fiandra         |  |  |       |  |  |                      |  |  |                   |  |
| Giuditta di Baviera     |                    | Enrico IX di Baviera    |                             |  |  |       |  |  |                      |  |  |                   |  |
|                         |                    | Vulfilda di Sassonia    | Magno di Sassonia           |  |  |       |  |  |                      |  |  |                   |  |
|                         |                    | Vulfilda di Sassonia    | Magno di Sassonia           |  |  |       |  |  |                      |  |  |                   |  |
|                         |                    | Vulfilda di Sassonia    | Sofia d'Ungheria            |  |  |       |  |  |                      |  |  |                   |  |
| Ottone I di Borgogna    |                    | Vulfilda di Sassonia    |                             |  |  |       |  |  |                      |  |  |                   |  |
|                         | Stefano I di Mâcon | Guglielmo I di Borgogna |                             |  |  |       |  |  |                      |  |  |                   |  |
|                         | Stefano I di Mâcon | Guglielmo I di Borgogna |                             |  |  |       |  |  |                      |  |  |                   |  |
|                         | Stefano I di Mâcon | Stefania di Vienne      |                             |  |  |       |  |  |                      |  |  |                   |  |
| Rinaldo III di Borgogna | Stefano I di Mâcon |                         |                             |  |  |       |  |  |                      |  |  |                   |  |
|                         |                    | Beatrice di Lorena      | Gerardo di Lorena           |  |  |       |  |  |                      |  |  |                   |  |
|                         |                    | Beatrice di Lorena      | Gerardo di Lorena           |  |  |       |  |  |                      |  |  |                   |  |
|                         |                    | Beatrice di Lorena      | Edvige di Namur             |  |  |       |  |  |                      |  |  |                   |  |
| Beatrice di Borgogna    |                    | Beatrice di Lorena      |                             |  |  |       |  |  |                      |  |  |                   |  |
|                         |                    | Simone I di Lorena      | Teodorico II di Lorena      |  |  |       |  |  |                      |  |  |                   |  |
|                         |                    | Simone I di Lorena      | Teodorico II di Lorena      |  |  |       |  |  |                      |  |  |                   |  |
|                         |                    | Simone I di Lorena      | Edvige di Formbach          |  |  |       |  |  |                      |  |  |                   |  |
| Agata di Lorena         |                    | Simone I di Lorena      |                             |  |  |       |  |  |                      |  |  |                   |  |
|                         |                    | Adelaide di Lovanio     | Enrico III Conte di Lovanio |  |  |       |  |  |                      |  |  |                   |  |
|                         |                    | Adelaide di Lovanio     | Enrico III Conte di Lovanio |  |  |       |  |  |                      |  |  |                   |  |
|                         |                    | Adelaide di Lovanio     | Gertrude delle Fiandre      |  |  |       |  |  |                      |  |  |                   |  |
|                         |                    | Adelaide di Lovanio     |                             |  |  |       |  |  |                      |  |  |                   |  |

### Fonti primarie
- (LA)  Monumenta Germaniae Historica, Scriptores, tomus IX.
- (LA)  Monumenta Germaniae Historica, Scriptores, tomus XVI.
- (LA)  Monumenta Germaniae Historica, Scriptores, tomus XX.
- (LA)  Monumenta Germaniae Historica, Scriptores, tomus XXIII.
- (LA)  Monumenta Germaniae Historica, Scriptores, tomus XXI.
- (LA)  Bibliotheca Rerum Germanicarum, Tome I.
- (FR)  Recueil des historiens des croisades. Historiens occidentaux. Tome II.
- (LA)  Obituaires de la province de Sens. Tome 1 / Tome 1 / Partie 1.
- (LA)  Recueil de chartes et documents de Saint-Martin-des-Champs, tome III.
- (LA)  Archives de la Maison-Dieu de Châteaudun.
- (LA)  Recueil des historiens des Gaules et de la France. Tome 13.

### Letteratura storiografica
- Austin Lane Poole, Filippo di Svevia e Ottone IV, cap. II, vol. V (Il trionfo del papato e lo sviluppo comunale) nella Storia del Mondo Medievale, 1999, pp. 54–93.
- Paul Fournier, "Il regno di Borgogna o d'Arles dal XI al XV secolo", cap. XI, vol. VII (L'autunno del Medioevo e la nascita del mondo moderno) della Storia del Mondo Medievale, 1999, pp. 383–410.